# Acyrthosiphon pamiricum
Acyrthosiphon pamiricum är en insektsart som ingår i släktet Acyrthosiphon och familjen långrörsbladlöss. Inga underarter finns listade.